# Semstwo

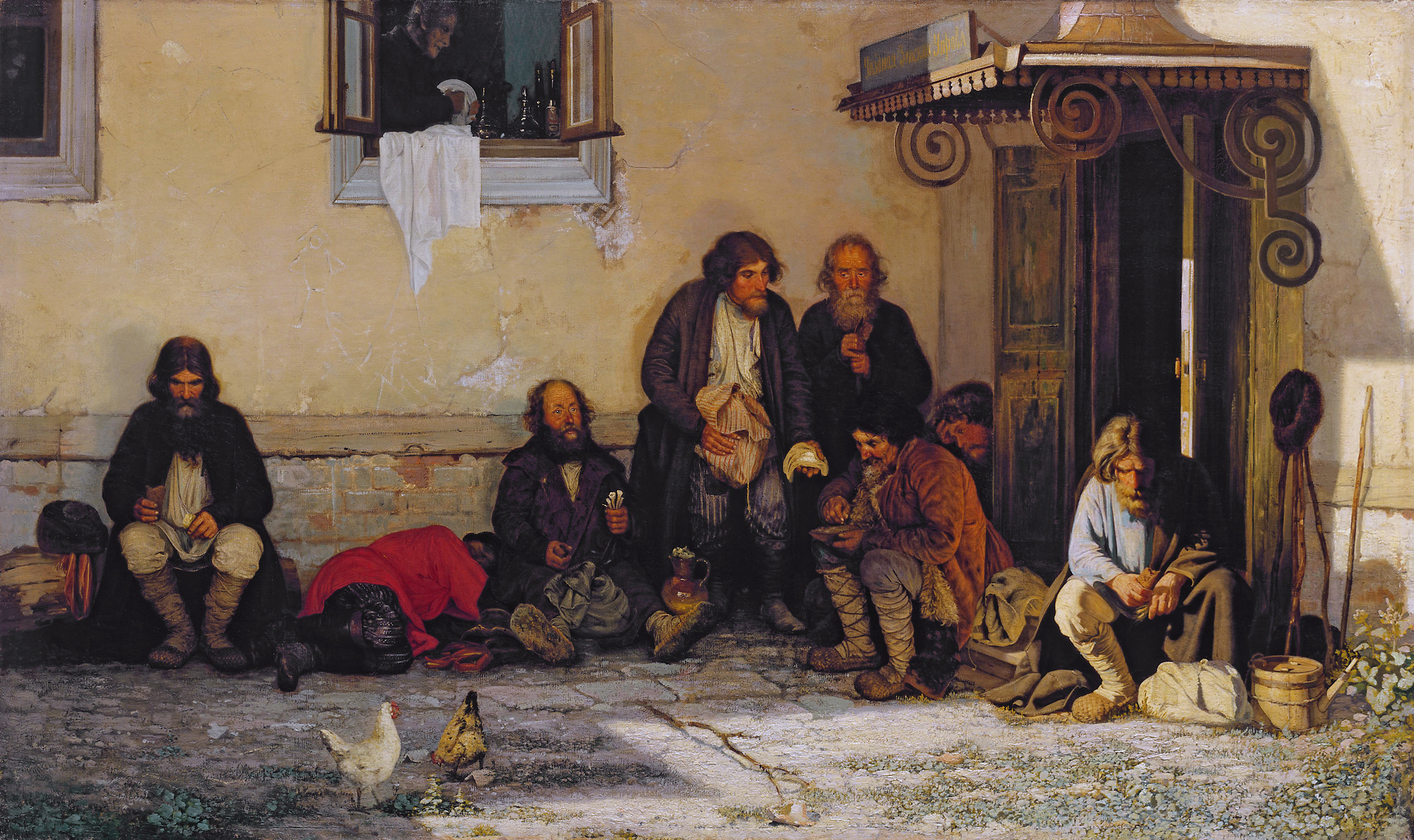
Der Landtag (Semstwo) speist von Grigorij Mjassojedow, 1872

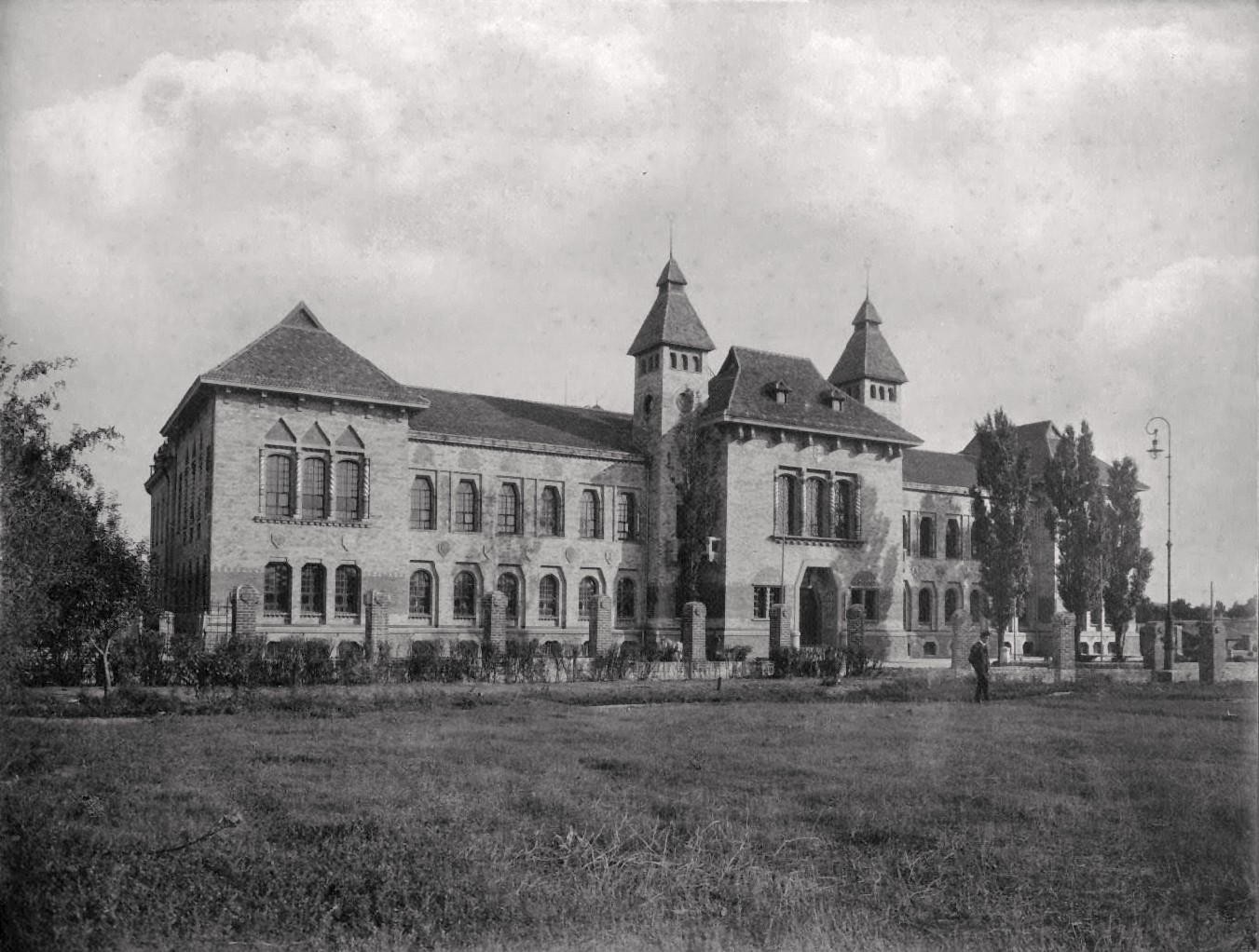
Semstwo in Poltawa, heute Ukraine, Architekt Wassyl Krytschewskyj, 1908

Semstwo (russisch земство; wissenschaftliche Transliteration zemstvo) bedeutet Landstand oder Landschaftsvertretung und bezeichnet lokale Selbstverwaltungseinheiten auf Ujesd- (Kreis-) und Gouvernementsebene im Russischen Kaiserreich, die 1864 im Zuge liberaler Reformen unter Zar Alexander II. eingeführt wurden.
In das jeweilige Semstwo wurden Vertreter des Adels, der Stadtbewohner und der Bauern auf drei Jahre gewählt. Der Aufgabenbereich der lokalen Verwaltungen enthielt unter anderem das Gesundheits-, Bildungs-, Post- und Verkehrswesen, die Wohlfahrtspflege und die Armenfürsorge, die Industrie, den Handel und die Landwirtschaft. Die Finanzierung beruhte auf Steuereinnahmen, für die ebenfalls die jeweiligen Semstwoverwaltungen zuständig waren.
Während des Ersten Weltkriegs erreichte die 1914 im Allrussischen Semstwobund in einer nationalen Organisation zusammengefassten Semstwobewegung unter Fürst Georgi Lwow eine entscheidende Rolle in der Kriegswirtschaft Russlands. 1916 verfügte der Bund über rund 8.000 angeschlossene Einzelinstitutionen mit mehreren hunderttausend Angestellten und einem Budget von zwei Milliarden Rubel. Die Semstwoorganisationen versuchten mit den von ihnen organisierten Mitteln die Lücke zu schließen, welche durch die militärische Fehlplanung der Vorkriegszeit bei der Versorgung von Soldaten und Zivilisten sowie der Nachschuborganisation der Armee entstanden war. Dabei stützte sie sich neben Spenden auch auf zahlreiche Freiwillige die unentgeltlich in den Institutionen des Semstwo arbeiteten. Ein Minister der zaristischen Regierung beschrieb die Semstwoorganisationen als eine Parallelregierung Russlands während des Krieges.
Ein Dekret des Rates der Volkskommissare vom 23. Dezember 1917/5. Januar 1918 entmachtete die Leitungen der Semstwos und der städtischen Vertretungen (Stadtbünde). Schon wenige Tage später wurden die Komitees der Leitungen der Stadtbünde durch ein weiteres Dekret vom 4./17. Januar 1918 verboten. Die Eigentumsanteile mussten dem Obersten Volkswirtschaftsrat übertragen werden. Seit dem 18./31. Dezember 1917 hatte ein Volkskommissariat für die örtlichen Semstwos die Aufsicht. Im Zuge der revolutionären Umwälzungen wurden die Semstwos Anfang 1918 aufgelöst. Ihre Funktion sollte von den Sowjets übernommen werden. 
Die nach der Reform von 1861 geschaffenen statistischen Organe bei den Semstwoverwaltungen nahmen statistische Erhebungen vor und gaben zahlreiche Übersichten und statistische Sammlungen für die einzelnen Verwaltungsgebiete heraus, deren Wert durch die häufig tendenziöse Bearbeitung und problematische Gruppierung des Materials vonseiten der Semstwostatistiker, die vorwiegend Narodniki waren, beträchtlich gemindert wurde. Jedoch verwendete Lenin diese Statistiken in seinen ersten Schriften ausführlich.